# Geloofshelden
Geloofshelden was een Nederlandse organisatie die als doel had de sportwereld te bereiken met het evangelie van Jezus Christus. De organisatie werd in 1986 onder de naam Sports Witnesses opgericht door Ronald Lepez, oud-profvoetballer van sc Heerenveen en SC Cambuur.
In 2010 werd oud-marathonschaatser René Ruitenberg directeur. Onder zijn leiding veranderde de missie van de organisatie en werd de naam gewijzigd in Geloofshelden. In 2016 werd Ardon de Waard de directeur.
In 2020 ging Geloofshelden op in Athletes in Action.

## Visie
De missie van Geloofshelden was om christelijke topsporters te maken tot discipelen van Jezus Christus. Dit doel wilde zij vooral bereiken door een viertal activiteiten:
- het toerusten van sporters;
- het organiseren van sportkampen;
- het uitgeven van lectuur;
- het begeleiden van sportteams.

## Bekende topsporters
Bekende (internationale) topsporters die aangesloten waren bij deze stichting:
- Stefan Aartsen (oud-zwemmer);
- Ellen Ceelen (zitvolleybalster).
- Jeroen Drost (voetballer);
- Jan Maarten Heideman (marathonschaatser);
- Kew Jaliens (oud-voetballer);
- Cindy Klassen (langebaanschaatsster);
- Jacques de Koning (langebaanschaatser);
- Bert Konterman (oud-voetballer);
- Tjeerd Korf (voetballer);
- Marnix ten Kortenaar (oud-langebaanschaatser);
- Kees Langeveld (atleet);
- Geert Plender (marathonschaatser);
- Jeffrey Sarpong (voetballer);
- Ardon de Waard (oud-voetballer).